# Aeroportul Toulon–Hyères
Aeroportul Toulon-Hyères (IATA: TLN, ICAO: LFTH) este un aeroport din Hyères, Var, Provența-Alpi-Coasta de Azur, Franța metropolitană, Franța ce deservește zona Toulon. Aeroportul a fost tranzitat în 2022 de 428.013 pasageri. A fost numit după zona deservită.
Situat la o altitudine de 7 m, aeroportul dispune de 1 pistă. Este operat de VINCI.

## Infrastructură

### Piste
Aeroportul dispune de o singură pistă. Pista 5/23 are suprafața de asfalt și dimensiunile 2.120 m × 45 m. 